# Арасадзых (Очамчырский район)
Арасадзы́х (абх. Арасаӡыхь, груз. არასაძიხი) — село в Абхазии, в Очамчырском районе частично признанной Республики Абхазия, согласно административному делению Грузии — в Очамчирском муниципалитете Абхазской Автономной Республики. Расположено к северу от райцентра Очамчира в предгорной полосе у подножья Кодорского хребта в верхнем течении реки Моква. В административном отношении село представляет собой административный центр Арасадзыхской сельской администрации (абх. Арасаӡыхь ақыҭа ахадара), в прошлом Арасадзыхский сельсовет. В течение грузино-абхазской войны Арасадзых полностью контролировался абхазскими партизанами.

## Границы
На севере границей Арасадзыха служит Кодорский хребет; на востоке и юге Арасадзых граничит с селом Гуп; на западе — с сёлами Тхина и Отап.

## Население
Население Арасадзыхского сельсовета по данным переписи 1989 года составляло 1013 человек, по данным переписи 2011 года население сельской администрации Арасадзых составило 409 человек, в основном абхазы.
| Год переписи | Число жителей      | Этнический состав                           |
| ------------ | ------------------ | ------------------------------------------- |
| 1886         | в составе села Гуп | абхазы (нет точных данных)                  |
| 1926         | в составе села Гуп | абхазы (нет точных данных)                  |
| 1959         | 986                | абхазы (нет точных данных)                  |
| 1989         | 1013               | абхазы (нет точных данных)                  |
| 2011         | 409                | абхазы 98,0 %, русские 0,2 %, грузины 0,2 % |

## Историческое деление
Село исторически подразделяется на 6 посёлков (абх. аҳабла):
- Ажмюа Аюца
- Арасадзых-Агу (собственно Арасадзых)
- Гуп-Агу
- Какубаа Рхабла
- Куламыр
- Хаджимкыт

## В культуре
В 1977 году в селе проводились съёмки фильма «В ночь на новолуние».